# Утебо
Утебо (ісп. Utebo) — муніципалітет в Іспанії, у складі автономної спільноти Арагон, у провінції Сарагоса. Населення — 17 999 осіб (2010).
Муніципалітет розташований на відстані близько 270 км на північний схід від Мадрида, 11 км на північний захід від Сарагоси.
На території муніципалітету розташовані такі населені пункти: (дані про населення за 2010 рік)
- Утебо: 17710 осіб
- Сетабія: 289 осіб

## Демографія
Динаміка населення (INE ):

## Галерея зображень

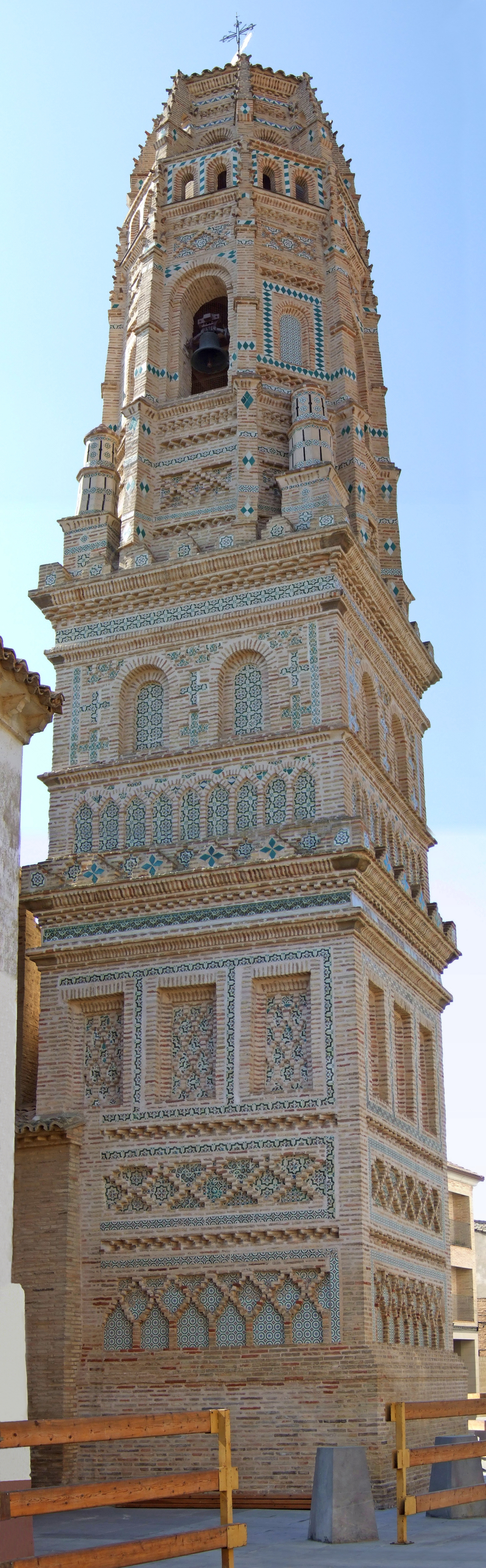
Дзвіниця церкви Нуестра-Сеньйора-де-ла-Асунсьйон